# Safareig de Sant Pere dels Arquells
El Safareig de Sant Pere dels Arquells és una obra del poble de Sant Pere dels Arquells, al municipi de Ribera d'Ondara (Segarra) inclosa a l'Inventari del Patrimoni Arquitectònic de Catalunya.

## Descripció
Safareig situat dins de la vila, sota el Carrer Sant Pere, i que aprofita l'aigua d'un canal de la riba esquerra del riu Ondara. La seva obra presenta una estructura rectangular, descoberta, amb lloses de pedra inclinades ambdós costats llargs d'aquest.

## Història
En origen, aquest safareig estava cobert per una estructura d'obra que el protegia de les inclemències del temps.